# Lexicon (groupe)
Pour les articles homonymes, voir Lexicon.
Lexicon est un groupe de hip-hop et rock américain, originaire de Los Angeles, en Californie.

## Biographie
Lexicon est un groupe formé de deux membres principaux, Nick (surnom Nick Fury) et Gideon (surnom Big Oak) Black. Ces deux frères ont commencé leur musique à Los Angeles au début des années 1990, faisant partie de la scène hip-hop indépendante. Au départ le groupe travaillait avec The Library Crew dans des bœufs et des mixtapes de manière indépendante, puis il décide un soir dans le métro de s'auto-produire sous le nom de Lexicon. Après avoir produit le single Keep on Moving, le duo californien signe sur le label SpyTech Records.
Lexicon sort en 2001 son premier album, It's the L!!, (littéralement « C'est le L » !!) en référence à leur nouveau son en provenance de Los Angeles. Cet album est une production mettant en vedette DJ Cheapshot Vin et Skully (de Styles of Beyond). Ce premier album a marqué un succès impressionnant avec le single Nikehead et Lexicon s'est rapidement fait connaitre pour sa musique unique en son genre. Ensuite sort l'album Youth is Yours en 2003; avec des singles marquants comme Rock. Le groupe est alors reconnu pour son style incongru et déchaîné. Enfin, en septembre 2010 sort Rapstars, leur troisième opus, riche en nouvelles mélodies tonifiantes. Moins d'un an après la sortie de l'album, le groupe publie l'EP Calls.

## Style musical
À la frontière des genres, les californiens de Lexicon nourrissent leurs couplets rap et hip-hop de riffs de guitares rythmiques et énergisantes. Lexicon fait de la musique qui colle à une nouvelle génération urbaine et décomplexée et mélange les styles et effets. Leur prestations scéniques remarquées permettent de traduire l'effervescence et la jovialité de leur musique.

## Membres
- Nick Fury (alias Nick Black) - guitare, chant, chœurs
- Big Oak (alias Gideon Black) - clavier, chant, chœurs